# Pirata velox
Pirata velox este o specie de păianjeni din genul Pirata, familia Lycosidae, descrisă de Keyserling, 1891. Conform Catalogue of Life specia Pirata velox nu are subspecii cunoscute.